# Хранитель коронний
Хранитель коронний (також кустош, кустос пол. Kustosz koronny, лат. Custos Regni) — урядник, призначений для охорони скарбниці в Речі Посполитій, тобто королівських інсиґній (відзнак) і найважливіших державних документів.

## Історія
За часів Сигізмунда І Старого (1506-1548) для зберігання скарбниці та державного архіву вперше був призначений окремий урядник — хранитель (кустош) коронний. Проте, згодом інформація про хранителів зникає з джерел — очевидно ця посада або тимчасово зникла, або її значення було сильно знівельоване. За скарбницю в цей час відповідали великий коронний підскарбій, каштелян краківський і 6 найстарших воєвод (4 коронних — Краківський, Познанський, Сандомирський і Каліський; i 2 литовських — Віленський і Троцький).
Лише за часів Сигізмунда ІІІ (1587-1632) з маргіналізованого чи навіть непотрібного, цей уряд став важливим. Адже 1596 року, коли столицю перенесли з Кракова до Варшави, скарбниця залишилася у Вавелі. Хранитель відтоді став відповідальним за її цілісність і зберігання. Проте, він діяв під наглядом вищезгаданих підскарбія та 7 сенаторів.
Коронного хранителя призначали з-посеред краківських прелатів та каноніків. Надання цього права духовенству було зумовлене трьома факторами — священники користувалися більшою довірою, вони постійно перебували на місці, королівські інсиґнії вважалися священними речами. Хранитель, мешкаючи в Кракові, заміщував підскарбія, який мешкав у Варшаві. У королівській канцелярії хранителі як і єпископи отримали титул «преподобного». Хранителі засідали в коронних асесорських судах з правом дорадчого голосу та референдарських судах з правом вирішального голосу.
Король Ян III Собеський надав коронному хранителю на допомогу двох писарів, призначених з-поміж каноніків Кракова. 1776 року уряд хранителя був включений до числа коронних почесних сановників, але з дуже віддаленим місцем у ієрархічній драбині після віце-інстигатора, але перед войським великим литовським.
Хранителі сумлінно виконували покладені на них функції, про що свідчать наступні випадки:
- 1697 року хранитель коронний відмовився видавати інсиґнії для коронації Августа II, який не був обраний більшістю.
- 1733 року хранитель вивіз інсиґнії до сховку у Варшаві, щоб запобігти коронації нав'язаного народові Августа III Фрідріха.
- 1795 року хранитель відмовився відкривати скарбницю пруссам, проте це зробив викликаний ними слюсар.

Посаді хранителя у Литві відповідав уряд скарбного. Його завданням було охороняти архіви та скарбницю Великого князівства Литовського.